# Quintus Marcius Rex (Konsul 68 v. Chr.)
Quintus Marcius Rex (* vor 110 v. Chr.; † vor dem 15. Mai 61 v. Chr.) war ein römischer Politiker der späten Republik.
Der Schwager des Publius Clodius Pulcher, dessen älteste Schwester Clodia er geheiratet hatte, war im Jahre 68 v. Chr. Konsul, teilweise als alleiniger Amtsinhaber, weil sein Kollege Lucius Caecilius Metellus und dessen Nachfolger als Suffektkonsul früh im Jahr starben. Danach, von 67 bis 66 v. Chr., war er Prokonsul in Kilikien, das der Senat Lucius Licinius Lucullus entzogen hatte. Hier führte Marcius Rex eine Militärexpedition gegen die dort ansässigen Piraten durch, ein Problem, das 67 v. Chr. von Pompeius vorläufig gelöst wurde. Er bezog Stellung im syrischen Thronfolgestreit jener Zeit, durch seine Unterstützung errang Philipp II. Barypous den Thron. In Antiochia entfaltete er eine rege Bautätigkeit, besonders nach dem verheerenden Erdbeben von 69 v. Chr.
Nach seiner Ablösung durch Pompeius forderte Marcius Rex, der von seinen Soldaten zum Imperator ausgerufen worden war, einen Triumph, der ihm aber verweigert wurde, so dass er mehrere Jahre in Italien warten musste, ohne Rom betreten zu können, da er sonst die Möglichkeit zum Triumphzug verloren hätte. Während der Catilinarischen Verschwörung im Jahr 63 v. Chr. wurde er nach Faesulae in Etrurien geschickt und kämpfte gegen den Catilinarier Gaius Manlius. Es ist nicht belegt, ob er seinen Triumph noch feiern konnte. Er starb vor dem 15. Mai 61 v. Chr.